# Hughes Springs
Pour les articles homonymes, voir Hughes.
Hughes Springs est une ville située en limite des comtés de Cass et de Morris, au Texas, aux États-Unis,.

## Démographie
Lors du recensement de 2010, la ville comptait une population de 1 760 habitants. Elle est estimée, en 2017, à 1 774 habitants.

### Source de la traduction
- (en) Cet article est partiellement ou en totalité issu de l’article de Wikipédia en anglais intitulé « Hughes Springs, Texas » (voir la liste des auteurs).